# Aforisma
(Nicolás Gómez Dávila)
Un aforisma, oppure aforismo (dal greco antico: ἁφορισμός?, "definizione"), è una breve frase che condensa un principio specifico o un più generale sapere filosofico o morale.

## Termini
L'aforisma assume, secondo i tempi e gli attori, differenti nomi. "Anforismo" viene chiamato da Luigi Pulci (Vocabulista, 1464-65), dal medico Leonardo Fioravanti (Il reggimento della peste, Sessa, VE, 1571), da Tommaso Campanella e da Emanuele Tesauro; "ricordo" per Francesco Guicciardini; "avvenimento" per Giovanni Francesco Lottini; "proposizione" per Cesare Speciano, "massimo" e "sentenza" per Giammaria Mazzuchelli, "pensiero" per Alessandro Tassoni, Francesco Algarotti, Niccolò Tommaseo, Blaise Pascal e Aristide Gabelli; "degnità" e "assioma" per Giambattista Vico.
Aforismi per antonomasia furono fino al 1769 quelli usati in campo medico, prima da Ippocrate e poi dalla Scuola medica salernitana, mentre verrà estesa all'astrologia da Girolamo Cardano e alla politica da Tommaso Campanella.
Nell'Ottocento filosofi come Arthur Schopenhauer, Giacomo Leopardi e Friedrich Nietzsche si sono cimentati in aforismi all'interno delle rispettive opere.
A partite dal Novecento aumentano, con carattere metaforico, i nomi dati al termine aforisma. Così troviamo in Giovanni Boine "frantumi" e "fosforescenze", in Federigo Tozzi "barche capovolte", in Umberto Saba "scorciatoie", in Camillo Sbarbaro "fuochi fatui" e "asterischi", in Ennio Flaiano "errori", in Giovanni Papini "schegge", in Alessandro Morandotti "minime", in Paolo Bianchi “lampi”.
Tra i principali scrittori di aforismi italiani del Novecento possiamo ricordare, oltre a quelli appena citati: Gesualdo Bufalino, Arturo Graf, Leo Longanesi, Ugo Ojetti, Giovanni Papini, Antonio Patti, Giuseppe Prezzolini e Alda Merini.
Tra i principali aforisti stranieri del Novecento si possono ricordare: Emil Cioran, Nicolás Gómez Dávila, Joan Fuster, Kahlil Gibran, Hugo von Hofmannsthal, Karl Kraus, Stanisław Jerzy Lec, Paul Valéry, Ludwig Wittgenstein e Paavo Haavikko.

## Temi
I temi trattati negli aforismi di tutti i secoli riguardano soprattutto i vizi e le virtù che cambiano, rimangono o scompaiono completamente secondo il periodo. Ad esempio il vizio della gola che fino al Cinquecento era assai trattato, in seguito scompare, così come la virtù della prudenza che fino al Seicento veniva messa in evidenza, sarà in seguito raramente trattata. Il tema della misoginia rimane invece, da Paolo da Certaldo a oggi, quasi intatto.
Nella seconda metà del Novecento, con il diffondersi dell'editoria di massa, è venuta a moltiplicarsi la pubblicazione di libri appositamente dedicati a raccolte di aforismi di autori diversi, spesso suddivisi su base tematica e che presentano modelli diversi, dall'affermazione al dialogo, dal racconto alla citazione e al saggio. Essi, a confronto dei libri di aforismi dei secoli precedenti, trattano temi differenti che alla base hanno comunque sempre l'uomo. Tra i libri sugli aforismi più noti di questo periodo troviamo Pensieri spettinati (1957) di Stanisław Jerzy Lec.

## Stile
Per quanto riguarda lo stile con il quale va scritto l'aforisma, in tutti i secoli si raccomanda come qualità la brevità.
Già Bartolomeo da San Concordio, nel 1305 affermava nel suo libro Ammaestramenti degli antichi, che "'l dire breve è migliore che 'lungo" e Francesco Guicciardini, nel 1576, scriverà nella sua opera pubblicata dapprima con il titolo Più consigli e avvertimenti in materia di re pubblica e di privata e in seguito con il titolo Ricordi politici e civili, "Poco e buono" e che era meglio "uno fiore che accumulare tanta materia".
Gesualdo Bufalino ha scritto un aforisma ironico sulla lunghezza ottimale dell'aforisma: "Un aforisma benfatto sta tutto in otto parole".
Tuttavia non esiste uno stile ben definito, la brevità è la linea guida sin dall'antichità, ma esistono aforismi composti da poche parole (micro aforismi) come ad esempio "Soffrire è produrre conoscenza" di Emil Cioran, fino ad arrivare ad aforismi che potrebbero riempire intere pagine, come quelli di Arthur Schopenhauer.

## Contenuto
(Giovanni Papini, Dizionario dell'Omo Salvatico)
Quanto al contenuto, Karl Kraus afferma in Detti e contraddetti che «L'aforisma non coincide mai con la verità; o è una mezza verità o una verità e mezza», e che «Un aforisma non ha bisogno di esser vero, ma deve scavalcare la verità. Con un passo solo deve saltarla».

## Aforismi "cancrizzabili"
(Umberto Eco)
Umberto Eco, in un articolo dal titolo Paradossi, aforismi, stereotipi, pubblicato nel 2011 sulla rivista online Golem L'indispensabile, ha proposto la nozione di "aforisma cancrizzabile" (da cancer, nome latino del granchio, a indicare la sua reversibilità) per indicare un aforisma che può presentarsi sensato e condivisibile sia nella sua forma usuale sia in una forma rovesciata (ad esempio con soggetto e complemento invertiti).
Tentare di cancrizzare un aforisma significa quindi mettere alla prova la sua validità in quanto portatore di un nuovo punto di vista per chi lo comprende. Un aforisma cancrizzato con successo rivela infatti immediatamente al lettore che entrambe le sue forme (la usuale e la cancrizzata) sono in pari misura vere e che in definitiva l'aforisma in questione non è portatore di conoscenza ma è soltanto un'espressione arguta.

## Aforisma post studio
Utile alla memorizzazione dei contenuti appresi durante lo studio è la ritualizzazione del processo di apprendimento. In questo senso efficace è un concedo in itinere che può avvenire in vari modi: dal compimento di un'azione stereotipata alla verbalizzazione/interiorizzazione del momento. Ad esempio si può recitare ogni volta terminato lo studio il seguente aforisma: "Riposi in me ciò che ho imparato e viva nel profondo del mio cuore, per darmi forza, saggezza e puro amore, perché io sia buono nel profondo, per tutti i bambini e per il mondo" (Bruno Angeli).